# 658km、陽子の旅
『658km、陽子の旅』（ろっぴゃくごじゅうはちキロ、ようこのたび）は、2022年の日本のドラマ映画。

## 概要
本作品は、夢に破れ傷つき長らく引きこもっていた就職氷河期世代の独身女性が、東京から故郷の青森県弘前市へ向かう途中で不意にヒッチハイクを強いられ、これまで避けてきた他人との向き合いを余儀なくされるうちに、心を癒していく様を描いたロードムービーである。「TSUTAYA CREATORS' PROGRAM FILM 2019」脚本部門で審査員特別賞を受賞した室井孝介の脚本をベースに、『海炭市叙景』『私の男』の熊切和嘉監督が映画を仕上げた。主役の孤独な女性・陽子役には、日本国外で多数の出演歴がある菊地凛子が起用され、その他の役には、竹原ピストル、黒沢あすか、見上愛、浜野謙太、仁村紗和、篠原篤、吉澤健、風吹ジュン、オダギリジョーらが配された。2023年、第25回上海国際映画祭にて、最優秀作品賞、最優秀脚本賞（室井孝介・浪子想）、最優秀女優賞（菊地凛子）の3賞を受賞した。

## あらすじ
陽子（菊地凛子）は、就職氷河期世代の在宅フリーターで、独身の中年女性。人生を諦め、東京で自堕落で孤独な生活を送っている。そんな陽子のもとに、かつて彼女の夢に反対し、20年以上にわたり断絶状態にあった父の突然の死の知らせが届く。陽子は、従兄の茂（竹原ピストル）に促され、半ば強引に車に乗せられ、彼の家族と共に故郷の弘前へ向かうのだが、道中のトラブルで、サービスエリアに置き去りにされてしまう。翌日正午の出棺時刻が迫る中、途方に暮れる陽子だが、所持金もわずかなため、やむを得ずヒッチハイクを試みるのだが…。

## キャスト
陽子 - 菊地凛子
主人公。42歳、就職氷河期世代の独身女性。人生を諦め、孤独に日々を過ごす在宅フリーター。
20年以上、連絡を絶ってきた突然の父の訃報を受けて、東京から故郷の青森県弘前市へ従兄の茂の車で向かうが、道中のサービスエリアでのトラブルで置き去りにされてしまう。所持金はわずかなため、やむを得ずヒッチハイクで故郷を目指す。
工藤茂 - 竹原ピストル
陽子の従兄。妻との間に子供が2人いる。
陽子の父の葬儀に参列するため、妻子と陽子を連れて車で青森県弘前市へ向かうが、道中のサービスエリアでトラブルにあい、陽子を置き去りにしてしまう。その後、探しにサービスエリアに戻るが、彼女の姿はどこにもなかった。
立花久美子 - 黒沢あすか
デザイン会社に勤務するシングルマザー。毒舌。陽子の求めに応じ、車に乗せる。
小野田リサ - 見上愛
ヒッチハイクで旅をする訳アリの少女。人懐こい。
若宮修 - 浜野謙太
ライター。陽子の求めに応じ車に乗せるが、ある目的を隠していた。
八尾麻衣子 - 仁村紗和
陽子を車に乗せる女性。東日本大震災の被災地ボランティアをきっかけに、東北地方に移住してきた。
便利屋として生計を立てている。
水野隆太 - 篠原篤
陽子を車に乗せる寡黙な男性。
木下登 - 吉澤健
陽子を車に乗せる優しい老夫婦のひとり。妻は静江。
木下静江 - 風吹ジュン
陽子を車に乗せる優しい老夫婦のひとり。夫は登。陽子に気を掛けている。
工藤昭政 - オダギリジョー
陽子の父親。死ぬまでの20年以上の間、陽子とは断絶状態にあった。
陽子が青森へ向かう途中、若き日の姿で幻影として度々現れ、陽子を苦しめる。

## スタッフ
- 監督：熊切和嘉
- 助監督：桑原昌英
- 脚本：室井孝介、浪子想
- 原案：室井孝介
- 製作：中西一雄、押田興将、松本光司
- プロデューサー：小室直子、松田広子
- ラインプロデューサー：齊藤有希
- 音楽：ジム・オルーク
- エンディングテーマ：石橋英子「Nothing As」（作詞・作曲：ジム・オルーク）
- 撮影：小林拓
- 照明：赤塚洋介
- 録音：吉田憲義
- 美術・装飾・持道具：柳芽似
- 衣装：宮本茉莉
- ヘアメイク：河本花葉
- 編集：堀善介
- 制作担当：芳野峻大
- メインビジュアル写真：長島有里枝
- 制作プロダクション：オフィス・シロウズ
- 製作：「658km、陽子の旅」製作委員会（カルチュア・エンタテインメント、オフィス・シロウズ、プロジェクト ドーン）
- 企画・製作：カルチュア・エンタテインメント
- 配給：カルチュア・パブリッシャーズ